# Pidlisnîi Veseleț, Horodok
Pidlisnîi Veseleț (în ucraineană Підлісний Веселець) este un sat în comuna Hoptînți din raionul Horodok, regiunea Hmelnîțkîi, Ucraina.

## Demografie
Componența lingvistică a localității Pidlisnîi Veseleț
     Ucraineană (100%)
Conform recensământului din 2001, toată populația localității Pidlisnîi Veseleț era vorbitoare de ucraineană (100%).